# نازبشقابی
نازبشقابی (نام علمی: Aeonium) نام یک سرده از تیره گل‌نازیان است. گونه‌ای خاص از گیاه ائونیوم در کوهستان الوند می‌روید که از زیر سنگ‌خارا سر برمی‌آورد و تا پایان اردیبهشت ماه کاملا به گل نشسته سالم می‌مانند. گونه‌ای لاک‌پشت در کوهستان الوند وجود دارد که از برگ و ساقه پر گوشت نازبشقابی تغذیه می‌کنند.

## نگارخانه

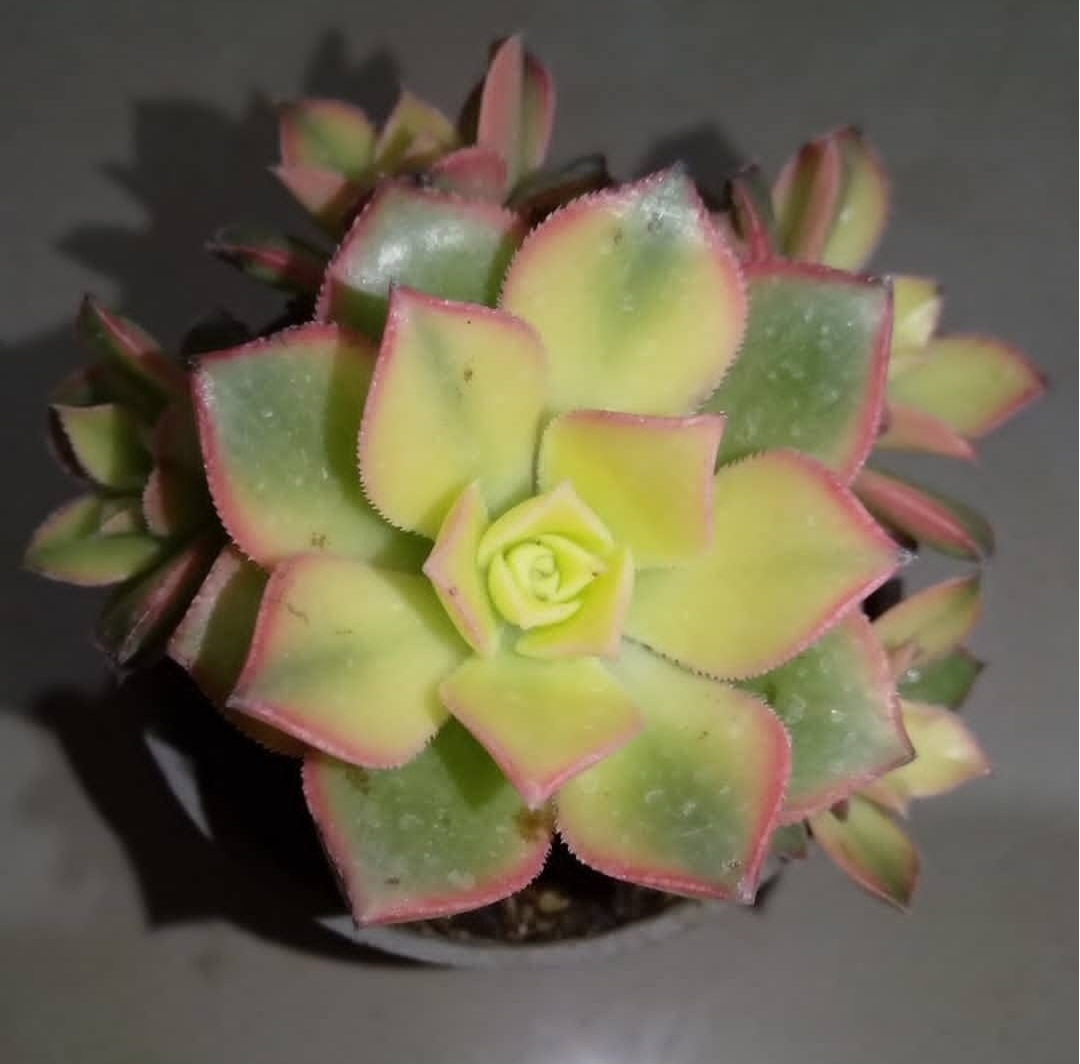
گیاه آئونیوم

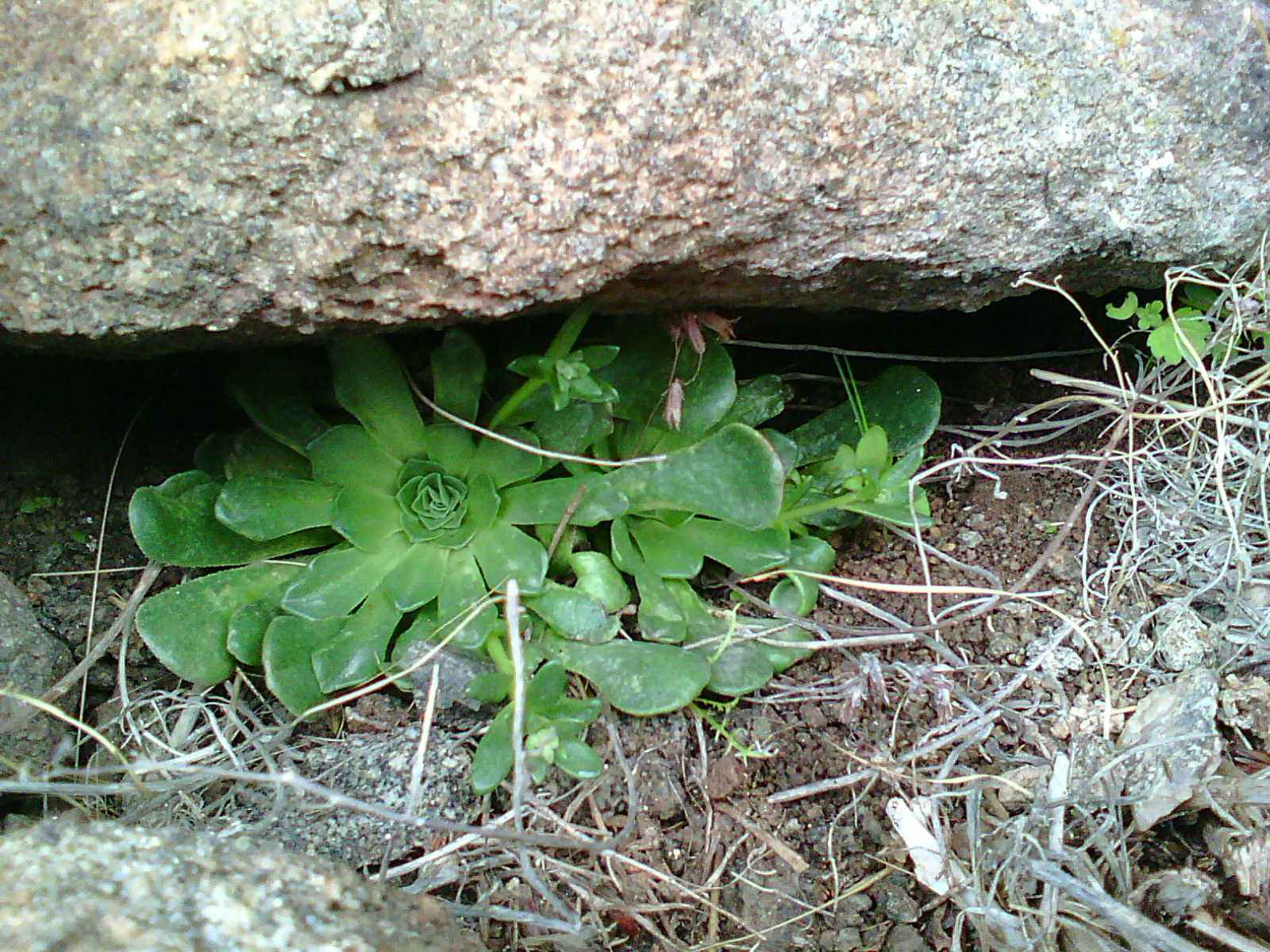
آئونیوم‌های الوند
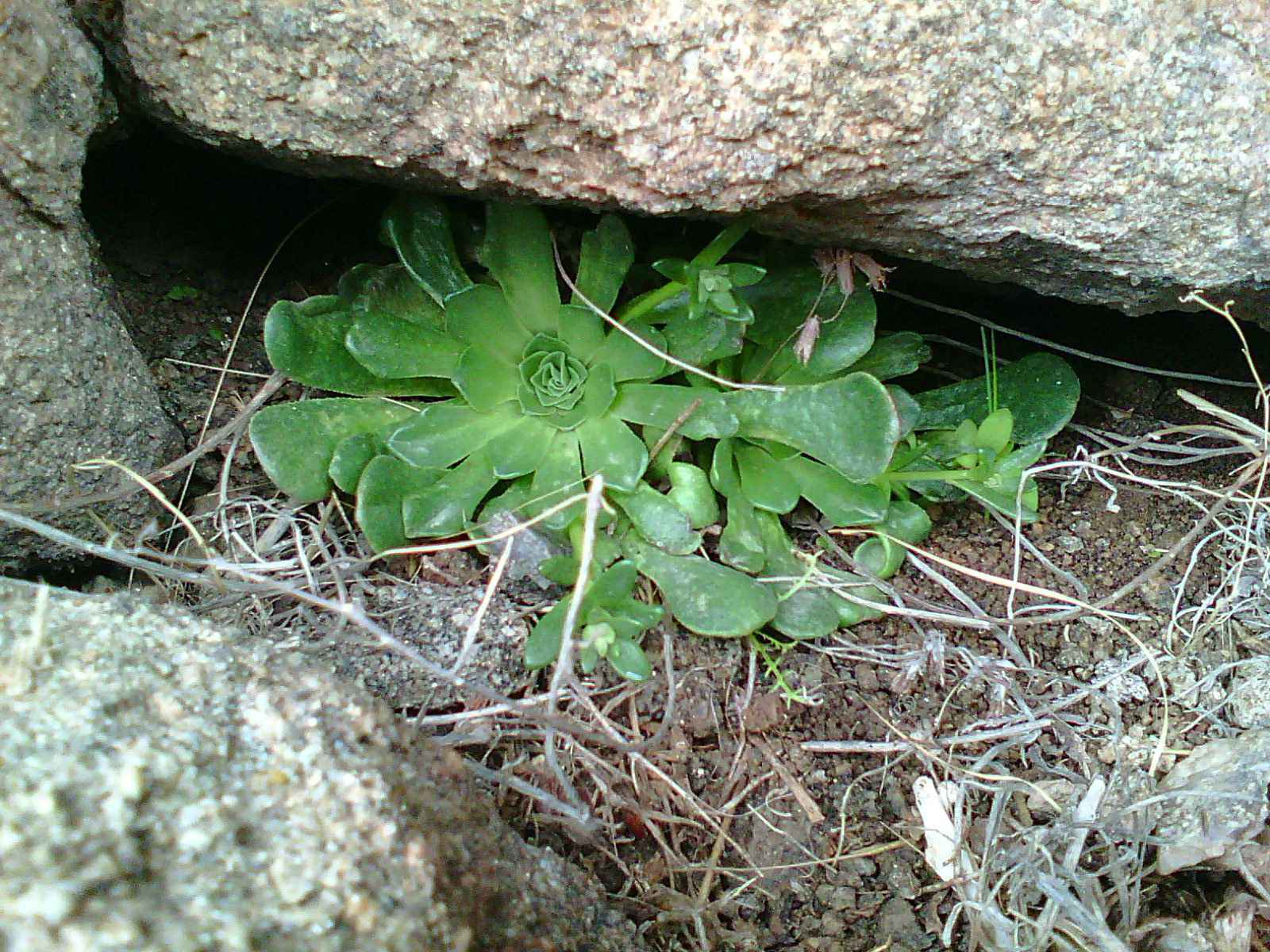
آئونیوم‌های الوند
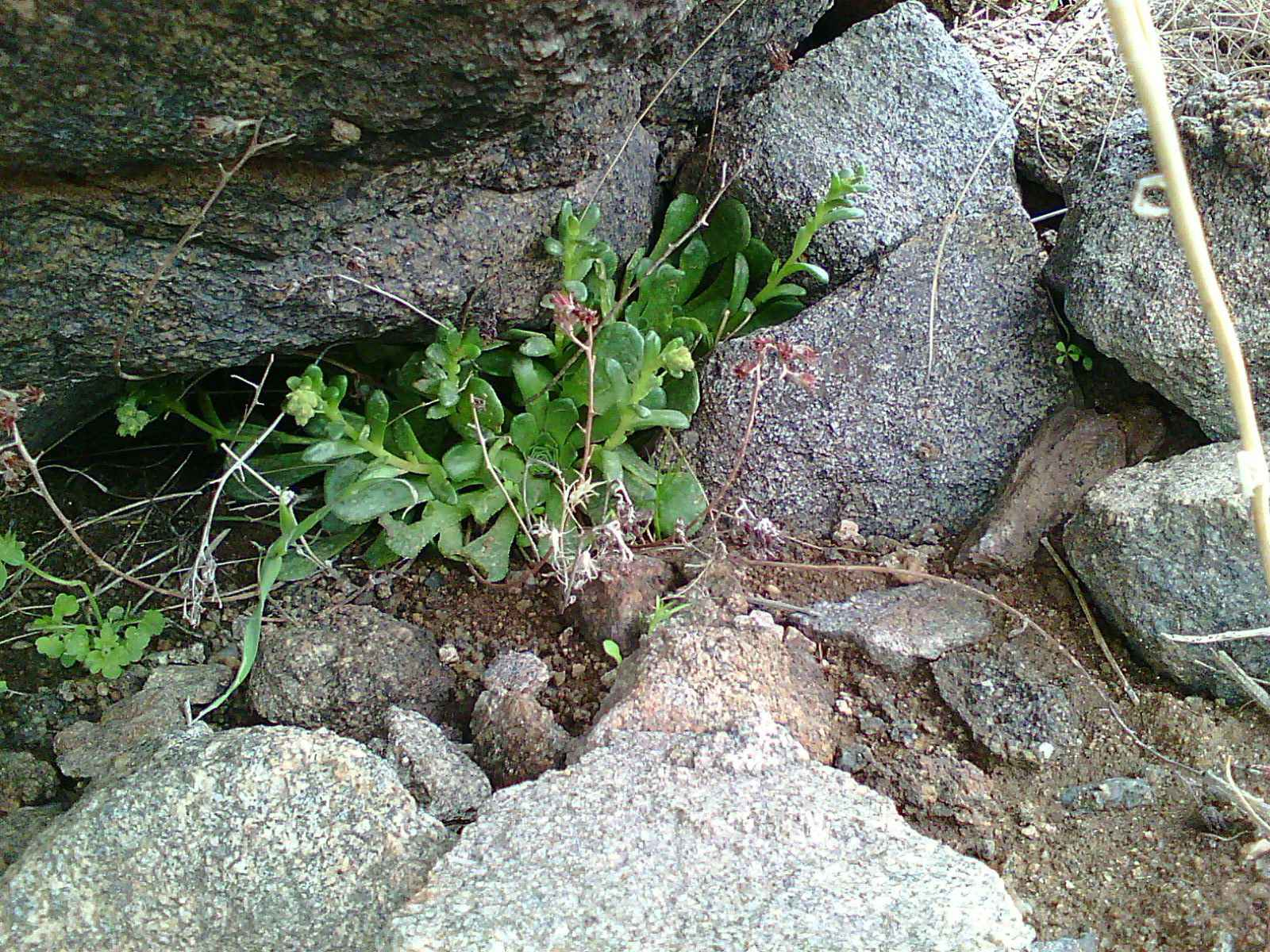
آئونیوم‌های الوند